# Кукос
Кукос (на гръцки: Κούκος) е село в Северна Гърция, в дем Катерини, област Централна Македония. Населението му е 523 души (2001).

## География
Кукос е разположено на 7 километра северно от град Катерини.

## История
Александър Синве („Les Grecs de l’Empire Ottoman. Etude Statistique et Ethnographique“) в 1878 година пише, че в Кукос (Koukos), Китроска епархия, живеят 30 гърци.
В 1913 година след Междусъюзническата война селото остава в Гърция.
| Име   | Име      | Ново име | Ново име | Описание                         |
| ----- | -------- | -------- | -------- | -------------------------------- |
| Боята | Μπογιάτα | Мандрия  | Μαντριά  | възвишение на Ю от Кукос (188 m) |